# 南松本駅
南松本駅（みなみまつもとえき）は、長野県松本市出川町にある、東日本旅客鉄道（JR東日本）・日本貨物鉄道（JR貨物）篠ノ井線の駅である。

## 歴史

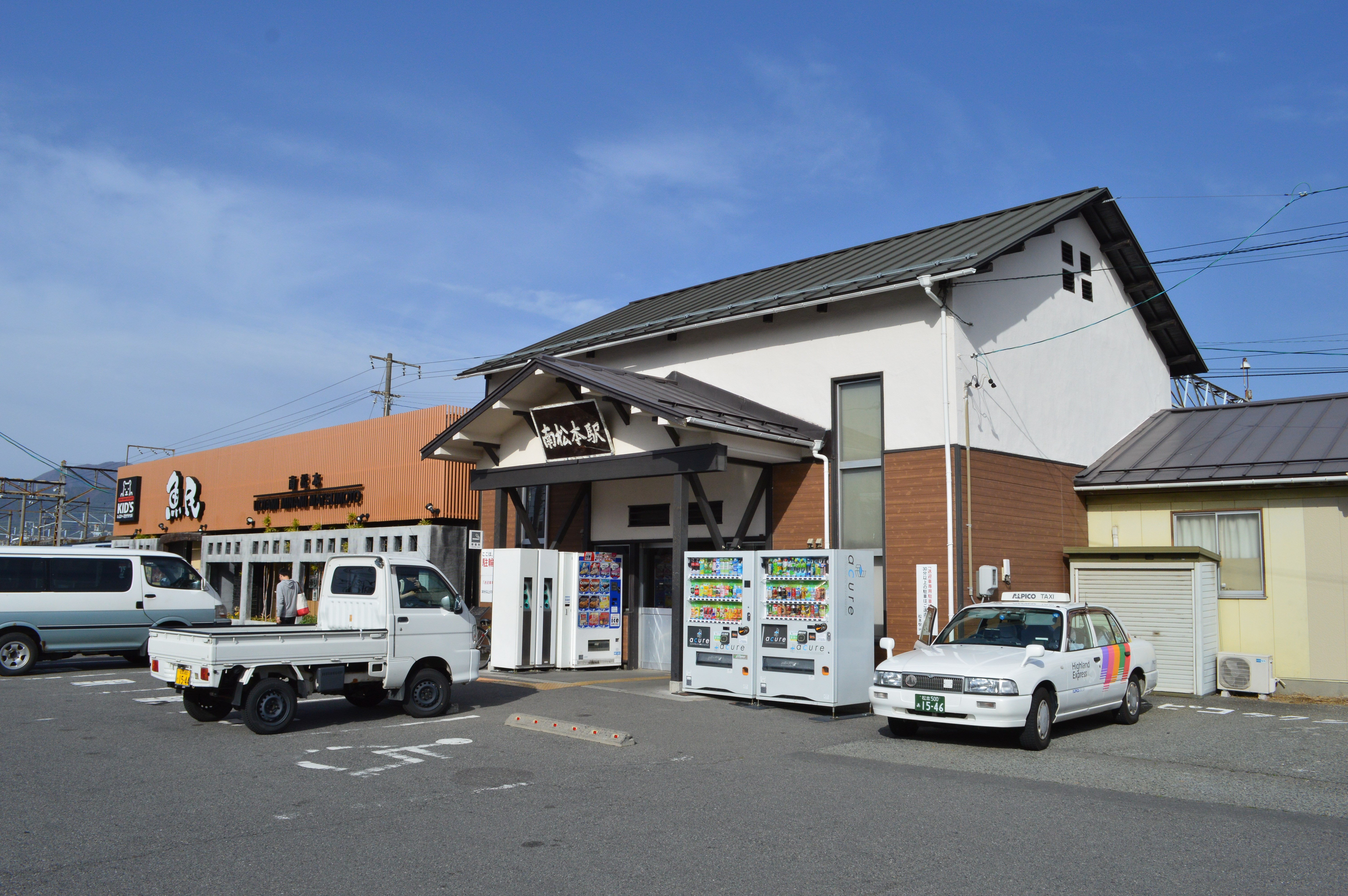
旧駅舎（2015年4月）

戦時中、軍需工場の輸送駅として開業した。松本駅の貨物営業が廃止され当駅に集約されてからは、貨物ターミナルとして発展した。松本市街地の拡大により、通勤・通学の乗客も増加している。

### 年表
- 1944年（昭和19年）9月1日：運輸通信省（のちの日本国有鉄道）篠ノ井線の駅として開業[1]。一般駅[1]。
- 1968年（昭和43年）6月1日：松本駅の貨物取り扱い業務を移管。
- 1971年（昭和46年）10月12日：日本オイルターミナル松本営業所が営業を開始。
- 1985年（昭和60年）
  - 3月14日：荷物の扱いを廃止[1]。
  - 3月22日：業務委託駅となる[4]。
- 1987年（昭和62年）4月1日：国鉄分割民営化により、JR東日本・JR貨物の駅となる[1]。窓口・出改札業務はJR貨物関東支社に委託。
- 1999年（平成11年）：出改札業務をJR東日本グループしなのエンタープライズに委託。
- 2010年（平成22年）：駅改良工事を実施。待合スペースを冷暖房付きの待合室に改装。また、ホーム上には冷暖房付きの待合室を新設。
- 2011年（平成23年）：6月30日に発生した、長野県中部地震で破損した駅設備の復旧工事を実施。
- 2014年（平成26年）4月1日：東京近郊区間に編入される[5]。
- 2017年（平成29年）4月1日：ICカード「Suica」の利用が可能となる。
- 2021年（令和3年）1月23日：新駅舎の供用を開始[6]。
- 2025年（令和7年）2月：駅番号にSN 05を設定[7]。

## 駅構造
島式ホーム1面2線と複数の側線を有する地上駅である。駅舎とホームの間は跨線橋で結ばれている。貨物列車の発着があるため、構内は広い。
松本駅管理の業務委託駅で、ステーションビルMIDORIが駅業務を受託している。みどりの窓口、自動券売機、簡易Suica改札機が設置されている。また、冷暖房付きの待合室が駅舎内とホーム上にある。2021年（令和3年）1月に新駅舎となった際に、多機能トイレが改札内に新設された。

### のりば
| 番線 | 路線              | 方向 | 行先                                   |
| ---- | ----------------- | ---- | -------------------------------------- |
| 1    | 篠ノ井線          | 下り | 松本・長野方面                         |
| 2    | 篠ノ井線 中央本線 | 上り | 広丘・塩尻・木曽福島・上諏訪・甲府方面 |

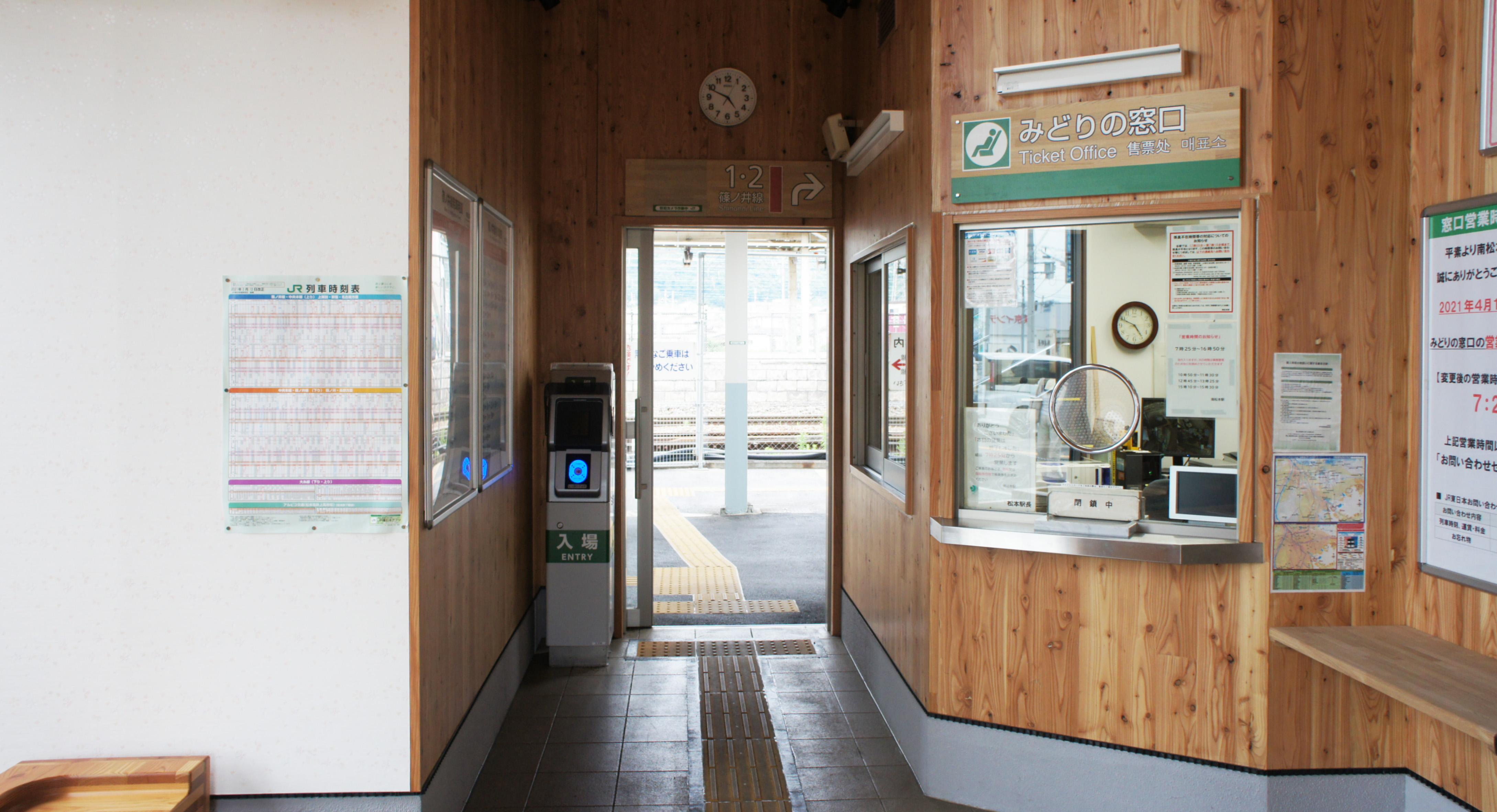
改札口（2021年7月）
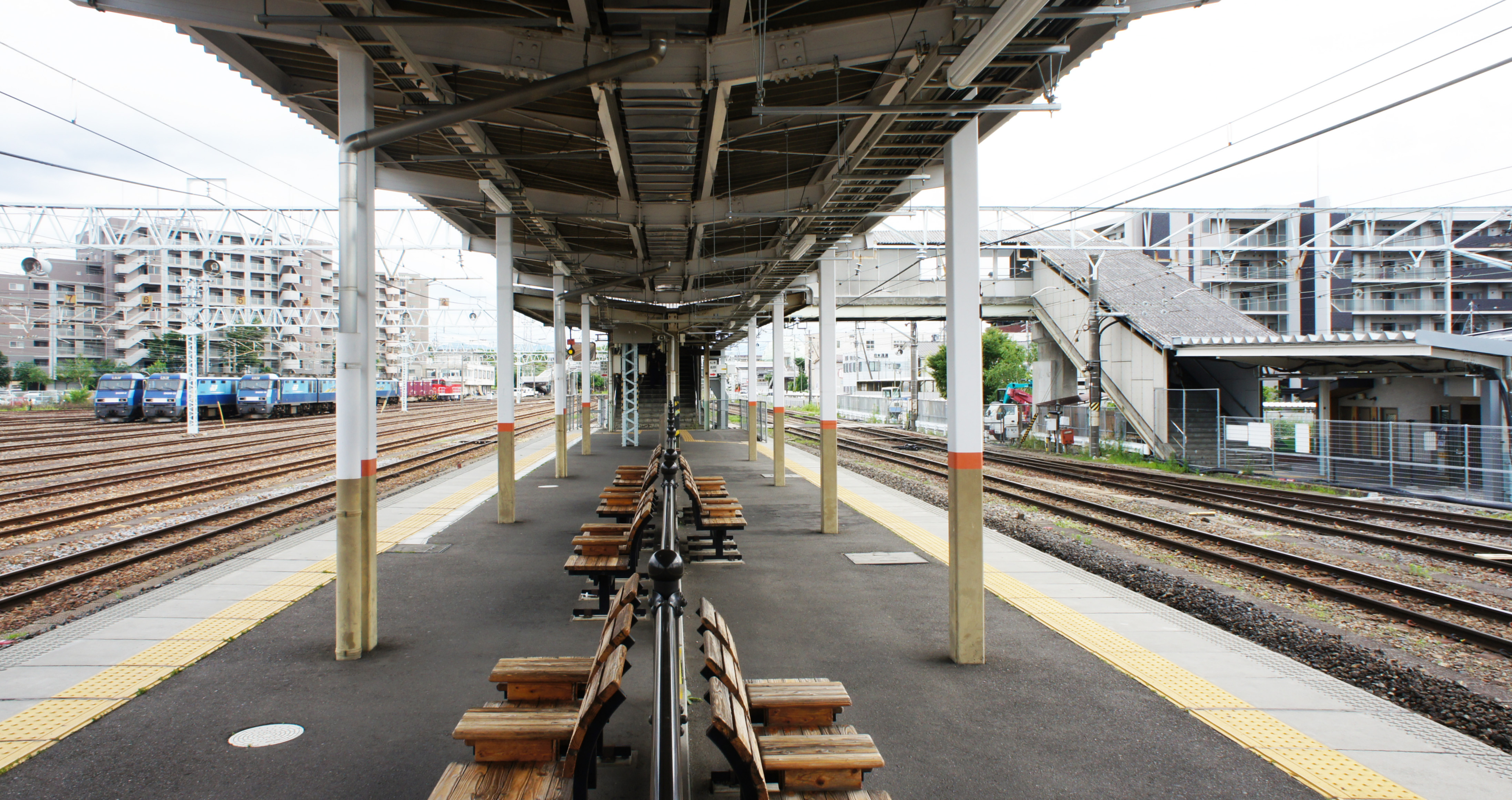
ホーム（2021年7月）

## 貨物駅
JR貨物の施設は、旅客ホームの東側にある。1960年代に、付近の各駅に散在していた石油・セメント販売会社などの専用線を合理化のため当駅に集約したことから、1970年（昭和45年）には計17本の専用線が接続したが、現存するものはごくわずかである。
コンテナホーム（ヤード）は2面2線、旅客ホームの東側に設置されている。本線と荷役線は、平田駅方の引き上げ線を介して接続している。また、営業窓口のJR貨物松本営業所が置かれている。
駅構内の下り線側から分岐し、本線の西側に沿って南下する松本市有公共線がある。全長1 kmほどのこの専用線の末端付近からはジャパンオイルネットワーク松本油槽所へ至る専用線が、その北側からは日本オイルターミナル松本営業所へ至る路線が分岐している。前者は塩浜駅発送の石油輸送に、後者は北袖駅・浜五井駅・末広町駅・浮島町駅・根岸駅・四日市駅発送の石油輸送に、それぞれ使用されている。かつては公共線から太平洋セメント（旧・日本セメント）松本サービスステーションや、秩父セメント松本サービスステーション、岡谷酸素松本営業所へ至る専用線も分岐していた。太平洋セメント線は2004年（平成16年）ごろまで青海駅発送のセメント輸送に、岡谷酸素線は2005年（平成17年）ごろまでLPG輸送に使用されていた。
構内の入換作業は、常駐している新鶴見機関区のHD300形ハイブリッド機関車によって行われる。
過去には、駅構内の上り線側より、電気化学工業松本サービスステーションや住友大阪セメント南松本サービスステーションへ至る専用線も分岐していた。両者共に、青海駅（電気化学工業青海工場）や本巣駅（住友大阪セメント岐阜工場）発送のセメント輸送で使用されていたが、前者は2006年（平成18年）3月に、後者は2005年（平成17年）3月に廃止された。
また、日穀製粉松本工場やタケヤ松本工場へ至る専用線もあった。

### 取り扱う貨物の種類
- コンテナ貨物
  - 12 ftコンテナ、20 ft大型コンテナを取り扱う。
- 車扱貨物
- 産業廃棄物・特別管理産業廃棄物の取扱許可を得ている。

### 貨物列車
2023年（令和5年）3月ダイヤ改正時点では以下のとおりである。
- 高速貨物列車（コンテナ輸送列車）は、関東方面との間に定期列車1日2往復[10]、中京方面との間に定期列車1日1往復（北長野駅発着。下りは名古屋貨物ターミナル駅発、上りは稲沢駅行き）[11]、北長野駅との間に臨時列車1日1往復[10]が運行されている。
- 高速貨物列車（石油輸送列車）は、千葉貨物駅との間に定期列車1日1往復[10]、川崎貨物駅からの下り臨時列車（坂城駅発着）1日1本[10]、根岸駅への上り臨時列車1日1本[10]、四日市駅方面との間に定期列車1日往復、臨時列車1日1往復[11]が運行されている。
- 専用貨物列車（石油輸送列車）は、川崎貨物駅との間に定期列車1日1往復[10]、千葉貨物駅との間に臨時列車1日1往復（篠ノ井駅発着）[10]、四日市駅方面との間に定期列車1日1往復[11]、臨時列車1日2往復および上り列車1本[11]、稲沢駅との間に臨時列車1日1往復および下り列車1本[11]が運行されている。

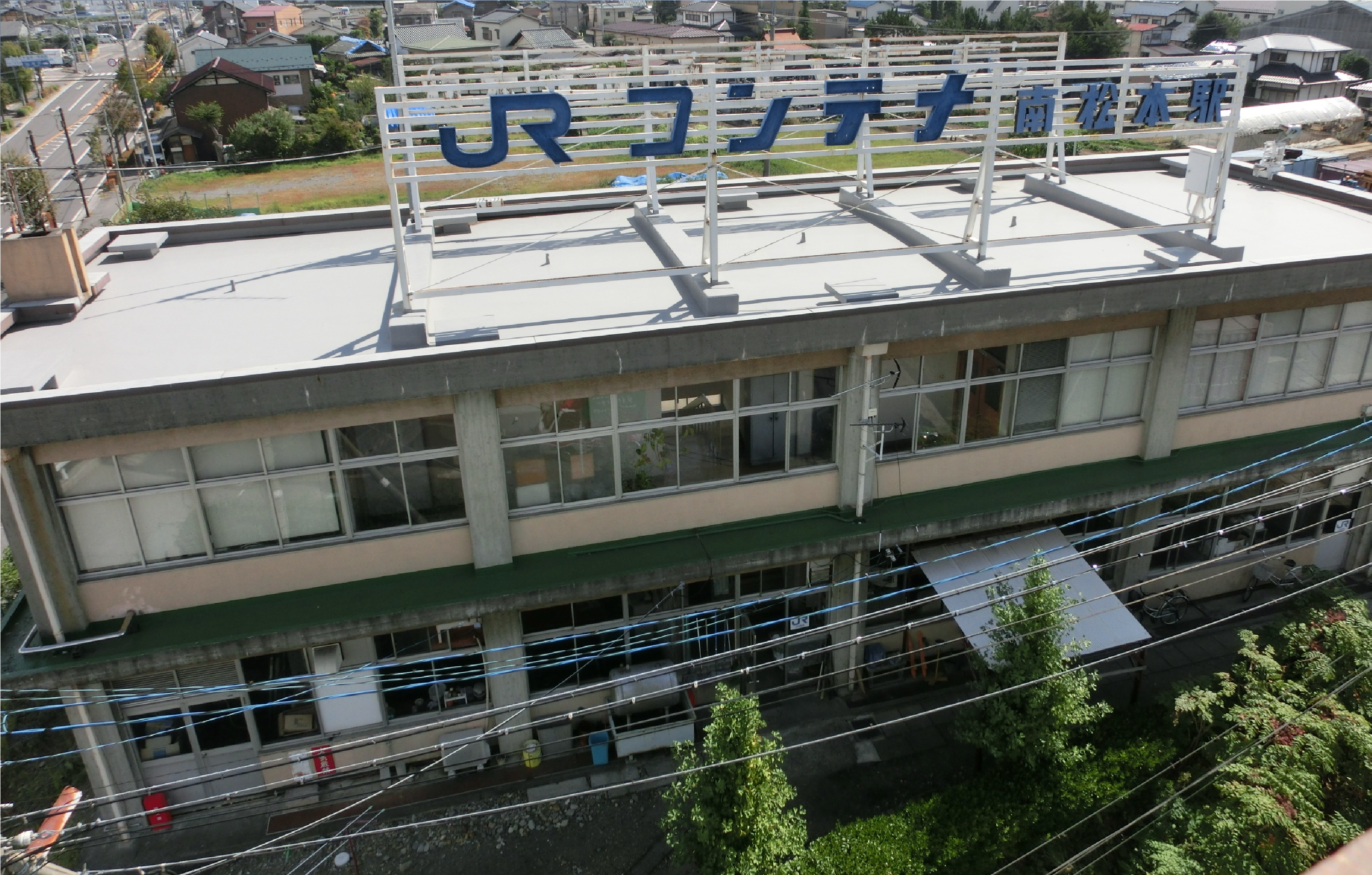
駅舎（2012年4月）
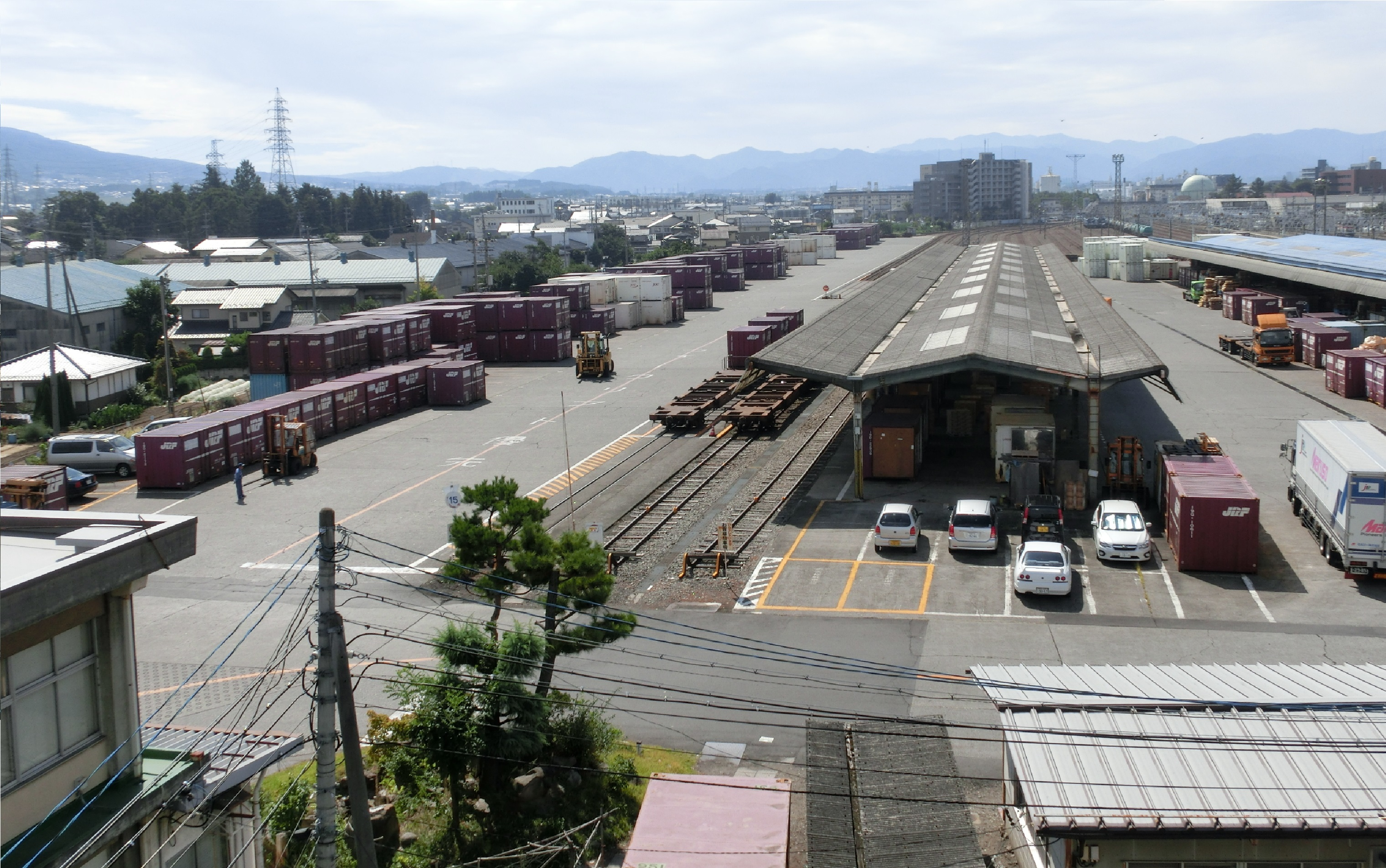
画像右端に見える屋根付きホームは、現在は取り払われてコンテナホームとなっている（2012年4月）
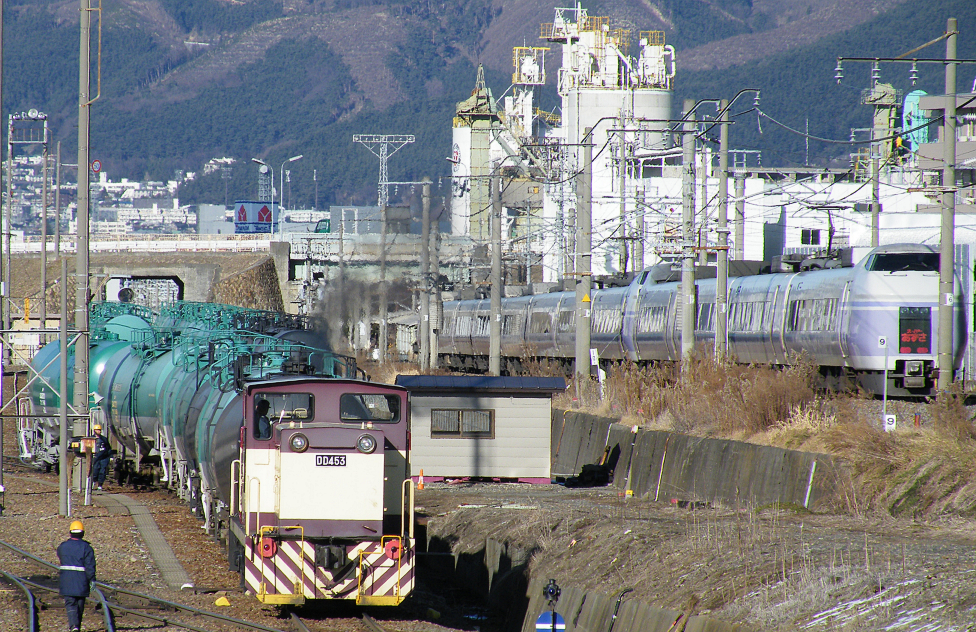
松本市公共線での入換作業。画像左に石油各社の荷役線が分岐する（2009年1月）

## 利用状況

### 旅客
JR東日本によると、2023年度（令和5年度）の1日平均乗車人員は1,400人である。
2000年度（平成12年度）以降の推移は以下のとおりである。
| 1日平均乗車人員推移 | 1日平均乗車人員推移 | 1日平均乗車人員推移 | 1日平均乗車人員推移 | 1日平均乗車人員推移 |
| 年度                | 定期外              | 定期                | 合計                | 出典                |
| ------------------- | ------------------- | ------------------- | ------------------- | ------------------- |
| 2000年（平成12年）  |                     |                     | 1,357               | [ JR 2 ]            |
| 2001年（平成13年）  |                     |                     | 1,370               | [ JR 3 ]            |
| 2002年（平成14年）  |                     |                     | 1,351               | [ JR 4 ]            |
| 2003年（平成15年）  |                     |                     | 1,323               | [ JR 5 ]            |
| 2004年（平成16年）  |                     |                     | 1,325               | [ JR 6 ]            |
| 2005年（平成17年）  |                     |                     | 1,372               | [ JR 7 ]            |
| 2006年（平成18年）  |                     |                     | 1,369               | [ JR 8 ]            |
| 2007年（平成19年）  |                     |                     | 1,287               | [ JR 9 ]            |
| 2008年（平成20年）  |                     |                     | 1,323               | [ JR 10 ]           |
| 2009年（平成21年）  |                     |                     | 1,288               | [ JR 11 ]           |
| 2010年（平成22年）  |                     |                     | 1,302               | [ JR 12 ]           |
| 2011年（平成23年）  |                     |                     | 1,301               | [ JR 13 ]           |
| 2012年（平成24年）  | 553                 | 798                 | 1,351               | [ JR 14 ]           |
| 2013年（平成25年）  | 565                 | 845                 | 1,411               | [ JR 15 ]           |
| 2014年（平成26年）  | 569                 | 882                 | 1,452               | [ JR 16 ]           |
| 2015年（平成27年）  | 635                 | 949                 | 1,584               | [ JR 17 ]           |
| 2016年（平成28年）  | 643                 | 952                 | 1,595               | [ JR 18 ]           |
| 2017年（平成29年）  | 641                 | 988                 | 1,630               | [ JR 19 ]           |
| 2018年（平成30年）  | 607                 | 896                 | 1,504               | [ JR 20 ]           |
| 2019年（令和元年）  | 596                 | 911                 | 1,507               | [ JR 21 ]           |
| 2020年（令和02年）  | 375                 | 837                 | 1,212               | [ JR 22 ]           |
| 2021年（令和03年）  | 394                 | 815                 | 1,209               | [ JR 23 ]           |
| 2022年（令和04年）  | 457                 | 852                 | 1,310               | [ JR 24 ]           |
| 2023年（令和05年）  | 535                 | 864                 | 1,400               | [ JR 1 ]            |

### 貨物
「松本市の統計」によると、2023年度（令和5年度）の発送貨物は、コンテナ貨物が115,240トン、車扱貨物が82,556トン、到着貨物はコンテナ貨物が72,415トン、車扱貨物が929,098トンである。
2009年度（平成21年度）以降の推移は以下のとおりである。
| 貨物輸送推移       | 貨物輸送推移 | 貨物輸送推移 | 貨物輸送推移 | 貨物輸送推移 | 貨物輸送推移 |
| 年度               | 発送         | 発送         | 到着         | 到着         | 出典         |
| 年度               | コンテナ     | 車扱         | コンテナ     | 車扱         | 出典         |
| ------------------ | ------------ | ------------ | ------------ | ------------ | ------------ |
| 2009年（平成21年） | 110,476      | 88,253       | 103,725      | 935,195      | [ 松本 2 ]   |
| 2010年（平成22年） | 115,658      | 89,512       | 124,455      | 948,374      | [ 松本 2 ]   |
| 2011年（平成23年） | 116,129      | 104,385      | 103,465      | 1,117,645    | [ 松本 2 ]   |
| 2012年（平成24年） | 120,167      | 98,804       | 124,060      | 1,050,343    | [ 松本 3 ]   |
| 2013年（平成25年） | 124,705      | 101,232      | 96,570       | 1,074,293    | [ 松本 3 ]   |
| 2014年（平成26年） | 135,650      | 91,868       | 108,240      | 977,305      | [ 松本 3 ]   |
| 2015年（平成27年） | 143,720      | 92,236       | 102,180      | 986,935      | [ 松本 4 ]   |
| 2016年（平成28年） | 155,120      | 93,756       | 100,290      | 1,023,445    | [ 松本 4 ]   |
| 2017年（平成29年） | 163,730      | 98,376       | 98,320       | 1,046,819    | [ 松本 4 ]   |
| 2018年（平成30年） | 145,785      | 97,644       | 90,635       | 1,032,818    | [ 松本 5 ]   |
| 2019年（令和元年） | 146,765      | 92,700       | 82,825       | 1,019,893    | [ 松本 6 ]   |
| 2020年（令和02年） | 118,215      | 89,480       | 76,895       | 978,378      | [ 松本 6 ]   |
| 2021年（令和03年） | 113,655      | 88,020       | 77,720       | 988,417      | [ 松本 6 ]   |
| 2022年（令和04年） | 118,355      | 84,264       | 73,115       | 946,405      | [ 松本 7 ]   |
| 2023年（令和05年） | 115,240      | 82,556       | 72,415       | 929,098      | [ 松本 1 ]   |

## 駅周辺
松本市の住宅地であり、住宅、商店がある。

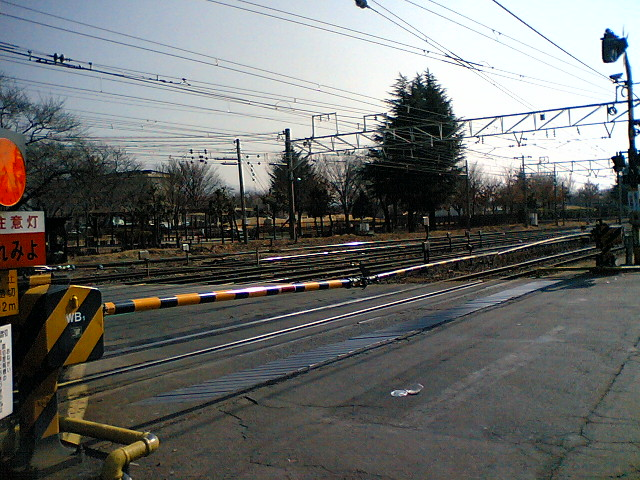
宮田前踏切

駅南側の宮田前踏切はJR貨物の作業のために日中は開かずの踏切となり、慢性的渋滞の要因を作る。踏切の前が信号機のない交差点となっていることにも危険性が指摘されており、長野県はアンダーパスの整備を計画している。

### 西側
- 南松本駅前郵便局
- 松本市総合社会福祉センター[3]
- 松本市南部図書館・南部体育館
- 信濃むつみ高等学校
- 八十二銀行南松本支店
- ハイランドシティ松本
- ネオパーク松本
- シネマライツ8（シネマコンプレックス）
- 松本ハイランド農業協同組合本所
- 日穀製粉松本工場
- 頭無川
- 穴田川
- イオン南松本店
- ドン・キホーテ 南松本店
- 松本駐屯地
- 奈良井川

### 東側
- 南部公園
- ヤマト運輸松本並柳営業所
- 多賀社白山社諏訪社雙殿（多賀神社）
- 出川公園
- ネオパーク松本
- 田川
- 牛伏川
- 庄内公園
- 弘法山古墳

## バス路線
「南松本駅前」停留所において、ぐるっとまつもとバス（松本市地域連携バス）が運行する以下の路線が発着する。
- 南松本・山形線 （松本シネマライツ/アイシティ21 方面）[12]
- 南松本・平田線 （平田駅方面）[13]
- 南部循環線 （松本駅アルプス口方面）

## 隣の駅
東日本旅客鉄道（JR東日本）
 中央本線・ 篠ノ井線
□快速（一部は通過）・■普通（いずれも「みすず」含む）
平田駅 - 南松本駅 - 松本駅

### 記事本文
1. 1 2 3 4 5  石野哲 編『停車場変遷大事典 国鉄・JR編 II』（初版）JTB、1998年10月1日、205頁。ISBN 978-4-533-02980-6。
2. 1 2  “駅業務委託｜駅ビジネス事業｜事業紹介”.   ステーションビルMIDORI. 2022年4月1日閲覧。
3. 1 2 3 4  信濃毎日新聞社出版部 編『長野県鉄道全駅』（増補改訂版）信濃毎日新聞社、2011年7月24日、79頁。ISBN 9784784071647。
4. ↑  「来月から、4駅で無人化実施」『日本経済新聞』日本経済新聞社、1984年9月27日、地方経済面／長野、3面。
5. ↑  『Suicaの一部サービスをご利用いただける駅が増えます』（PDF）（プレスリリース）東日本旅客鉄道、2013年11月29日。オリジナルの2019年2月14日時点におけるアーカイブ。2020年3月24日閲覧。
6. ↑  “南松本の新駅舎完成 JRきょう利用開始”. 市民タイムスWEB (市民タイムス). (2021年1月23日).  オリジナルの2021年4月7日時点におけるアーカイブ。 2021年4月7日閲覧。
7. ↑  『JR東日本長野支社管内へ「駅ナンバリング」を拡大します』（PDF）（プレスリリース）東日本旅客鉄道長野支社、2024年12月13日。オリジナルの2024年12月13日時点におけるアーカイブ。2024年12月16日閲覧。
8. 1 2  “JR東日本：駅構内図・バリアフリー情報（南松本駅）”.   東日本旅客鉄道. 2025年5月16日閲覧。
9. ↑  『鉄道車両年鑑2014年版』（『鉄道ピクトリアル』2014年10月臨時増刊号(No.896)）、電気車研究会、p.69
10. 1 2 3 4 5 6 7  『貨物時刻表』2023年3月ダイヤ改正版、鉄道貨物協会、2023年、p.100
11. 1 2 3 4 5  『貨物時刻表』2023年3月ダイヤ改正版、鉄道貨物協会、2023年、p.106
12. ↑  “南松本・山形線 時刻表” (PDF).   松本市 (2025年4月7日). 2025年5月16日閲覧。
13. ↑  “南松本・平田線／平田・村井線 時刻表” (PDF).   松本市 (2025年4月7日). 2025年5月16日閲覧。

### 利用状況

#### JR東日本
1. 1 2  “各駅の乗車人員（2023年度）”.   東日本旅客鉄道. 2024年7月20日閲覧。
2. ↑  “各駅の乗車人員（2000年度）”.   東日本旅客鉄道. 2019年3月28日閲覧。
3. ↑  “各駅の乗車人員（2001年度）”.   東日本旅客鉄道. 2019年3月28日閲覧。
4. ↑  “各駅の乗車人員（2002年度）”.   東日本旅客鉄道. 2019年3月28日閲覧。
5. ↑  “各駅の乗車人員（2003年度）”.   東日本旅客鉄道. 2019年3月28日閲覧。
6. ↑  “各駅の乗車人員（2004年度）”.   東日本旅客鉄道. 2019年3月28日閲覧。
7. ↑  “各駅の乗車人員（2005年度）”.   東日本旅客鉄道. 2019年3月28日閲覧。
8. ↑  “各駅の乗車人員（2006年度）”.   東日本旅客鉄道. 2019年3月28日閲覧。
9. ↑  “各駅の乗車人員（2007年度）”.   東日本旅客鉄道. 2019年3月28日閲覧。
10. ↑  “各駅の乗車人員（2008年度）”.   東日本旅客鉄道. 2019年3月28日閲覧。
11. ↑  “各駅の乗車人員（2009年度）”.   東日本旅客鉄道. 2019年3月28日閲覧。
12. ↑  “各駅の乗車人員（2010年度）”.   東日本旅客鉄道. 2019年3月28日閲覧。
13. ↑  “各駅の乗車人員（2011年度）”.   東日本旅客鉄道. 2019年3月28日閲覧。
14. ↑  “各駅の乗車人員（2012年度）”.   東日本旅客鉄道. 2019年3月28日閲覧。
15. ↑  “各駅の乗車人員（2013年度）”.   東日本旅客鉄道. 2019年3月28日閲覧。
16. ↑  “各駅の乗車人員（2014年度）”.   東日本旅客鉄道. 2019年3月28日閲覧。
17. ↑  “各駅の乗車人員（2015年度）”.   東日本旅客鉄道. 2019年3月28日閲覧。
18. ↑  “各駅の乗車人員（2016年度）”.   東日本旅客鉄道. 2019年3月28日閲覧。
19. ↑  “各駅の乗車人員（2017年度）”.   東日本旅客鉄道. 2019年3月28日閲覧。
20. ↑  “各駅の乗車人員（2018年度）”.   東日本旅客鉄道. 2019年7月11日閲覧。
21. ↑  “各駅の乗車人員（2019年度）”.   東日本旅客鉄道. 2020年7月13日閲覧。
22. ↑  “各駅の乗車人員（2020年度）”.   東日本旅客鉄道. 2021年7月24日閲覧。
23. ↑  “各駅の乗車人員（2021年度）”.   東日本旅客鉄道. 2022年8月7日閲覧。
24. ↑  “各駅の乗車人員（2022年度）”.   東日本旅客鉄道. 2023年7月11日閲覧。

#### 松本市
1. 1 2  “松本市の統計 令和6年版” (PDF).   松本市. p. 211 (2024年9月). 2025年5月16日閲覧。
2. ↑  “N運輸・通信” (PDF). 平成24年版「松本市の統計」.   松本市. p. 7. 2019年3月28日時点のオリジナルよりアーカイブ。2019年3月28日閲覧。
3. ↑  “N 運輸・通信” (PDF). 平成27年版「松本市の統計」.   松本市. p. 261. 2019年3月28日時点のオリジナルよりアーカイブ。2019年3月28日閲覧。
4. ↑  “N 運輸・通信” (PDF). 平成30年版「松本市の統計」.   松本市. p. 5. 2019年3月28日時点のオリジナルよりアーカイブ。2019年3月28日閲覧。
5. ↑  “N 運輸・通信” (PDF). 令和元年版「松本市の統計」.   松本市. p. 5. 2020年8月16日時点のオリジナルよりアーカイブ。2020年8月16日閲覧。
6. ↑  “N 運輸・通信” (PDF). 令和4年版「松本市の統計」.   松本市. p. 207. 2023年11月26日閲覧。
7. ↑  “N 運輸・通信” (PDF). 令和5年版「松本市の統計」.   松本市. p. 5. 2024年3月31日閲覧。